# جزایر آلدرمن
جزایر آلدرمن (به لاتین: Aldermen Islands) یک مجمع‌الجزایر در نیوزیلند است که در Thames-Coromandel District واقع شده‌است. جزایر آلدرمن ۰ نفر جمعیت دارد.

## باستان‌شناسی

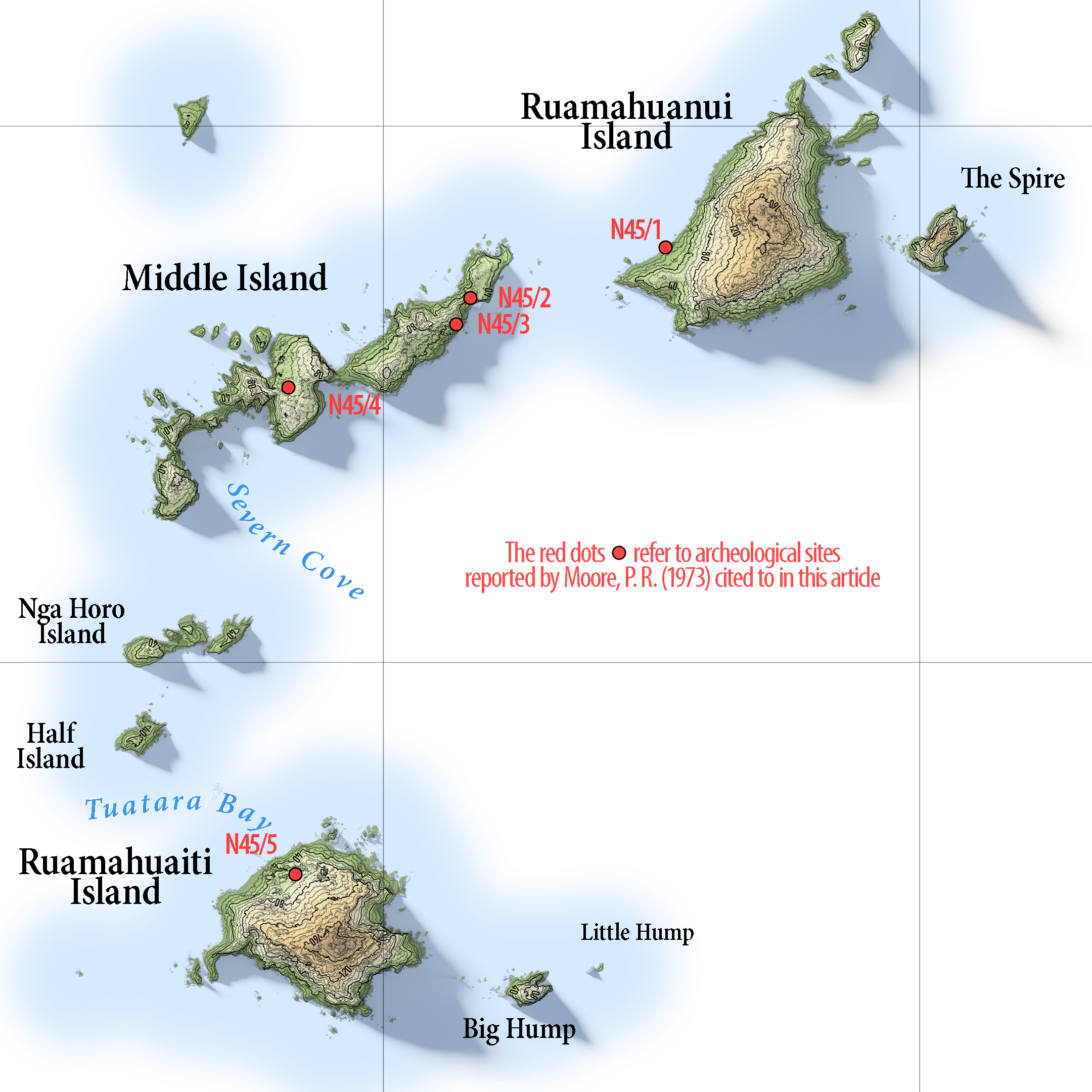
نقشه زمین شناسی جزایر الدرمن.

تحقیقات دقیق درباره شواهد اشغال ماوراکی از جزایر Aldermen به دست مور
```
به‌طور کامل مستند شده است. این تحقیق افکار مختلفی را از حساب‌های تاریخی و مشاهدات میدانی ارائه شده توسط نویسندگان مختلف یکپارچه می‌کند.
```

```
در طی بررسی اولیه جزایر Aldermen، مشاهده‌گران اوایلی چون Sladden و Falla
[
۳
]
،
[
۴
]
 و Cochrane
[
۵
]
 نتواستند نشانه‌های قابل مشاهده از سکونت‌های ماوراکی قبلی را شناسایی کنند. با این حال، تحقیقات انجام شده توسط Bell و همکاران در طی سال‌های 1951-58 نشانگرهای جالبی روی جزیره‌های Ruamahuanui و Middle افشا کردند. گزارش تاریخی کاپیتان کوک از سال 1769
[
۶
]
 تایید کرد که جزایر مسکونی بوده‌اند و مشاهدات Wade در سال 1842
[
۷
]
، در طی یک اقامت موقت در Ruamahuaiti، نشانگرهایی از خانه‌ها و فراوانی 
کلم وحشی
 در نزدیکی خلیج Tuatara را دیده است.
```

توضیحات دقیق از جزایر پس از بازدید از Sladden و Falla (cit. opt.) فراهم شد و بازدید بعدی از آنها در سال 1959 توسط Cochrane نتیجه داد که گیاهان به نظر می‌آید "ثقافتی تغییر نکرده" باشند. با این حال، گزارش‌های اولیه توسط Bell و همکاران و Falla به نشانه‌های از شلیک حداقل برخی از جزایر اشاره داشتند.
جزایر محل سکونت جمعیت قابل توجهی از پترودروما ماکروپترا (پیترول صورت خاکستری) و اسفنودون پانکتاتوس (تواتارا) هستند، که هر دو به ساخت لانه شهرت دارند. تأثیر ترکیبی از گودال‌کنی شدید، به ویژه در مناطقی مانند Hongiora، همراه با احتمالاً سوزاندن کنترل‌شده، فرض می‌شود که نقش کلیدی در پاک کردن آثار جمعیت ماوراکی اولیه ایفا کرده است.
یک قسمت اساسی از این تحقیق شامل توصیفات محل‌های باستان‌شناسی است که در طی کمپ علمی باشگاه علمی دانشگاه آکلند در ماه مه 1972 جمع‌آوری شدند. با این حال، اگرچه این توصیفات و نقشه‌های اسکچ همراه به دلیل محدودیت‌های زمانی و تجهیزات محدود مختصر هستند، اما احتمال وجود سایت‌های اضافی در جزایر همچنان وجود دارد.

### Ruamahuanui
یک سایت یکتا ثبت‌شده (N45/1، به تصویر مقاله مراجعه کنید) با مشاهده Blackburn در سال 1958 هماهنگ است. این سایت
```
دارای یک تراس کوچک با ابعاد تقریبی 12 متر در 6 متر است که در ارتفاع 10 متر از سطح ساحل قرار دارد، با دیواره‌های سنگی در دو طرف. شواهدی از کوه‌های صدفی در سراسر تراس پخش شده و به سمت بالا در گلو گسترش پیدا می‌کند.
```

### Middle Island
سه سایت ثبت‌شده شامل N45/2، واقع در یک ریشه شیب‌دار به ارتفاع بیش از 40 متر از صخره‌های شیب‌دار. دسترسی به این سایت از طریق یک گلی می‌تواند از طریق یک گلی شیب‌دار یا یک ریشه باریک و پیچیده صورت پذیرد. اشیان، صدف و استخوان ماهی در منطقه پخش شده بودند. N45/3، یک تراس کوچک 5-6 متر بالاتر از سطح ساحل، تجمعاتی از صدف ماهی دارد. N45/4، بزرگترین و جذاب‌ترین سایت، دیواره‌های حفاظتی سنگی و تراس‌ها دارد که به استفاده احتمالی برای کشاورزی اشاره دارد.

### Ruamahuaiti
تراس‌گذاری مشهور در این جزیره (N45/5) شامل نه سطح اصلی واقع در شمالی‌ترین ریج است. این سایت شواهدی از صدف، استخوان ماهی، اوبسیدیان و آثار نشان می‌دهد که بر دوران ماورایی ممکن است اشغال شده باشد.

### Hongiora
هر چند سایت خاصی ثبت نشده است، اما دو تکه از اوبسیدیان نزد یک چشمه آب شیرین جمع‌آوری شدند. بحث شامل شواهد مرتبط با ساختمان‌ها، گودال‌ها، تخمیرها و گیاهان در جزایر است. نزدیکی به Mayor Is.، منبع مهمی از اوبسیدیان، امکان دارد که نشان‌دهنده استفاده از جزایر برای پناه موقت یا بازدید از گروه‌های ساحلی باشد. علاوه بر این، گزارش‌های تاریخی نشان می‌دهند که جزایر به عنوان یک منبع غذایی مهم برای ماوری‌های اوایل در منطقه خدمت می‌کرده‌اند.